# قاضی مجدالدین فالی
قاضی مجدالدین اسماعیل بن یحیی یکی از قضات، فقیهان و عالمان بنام قرن هشتم هجری بود. 

## پدر
پدرش رکن‌الدین یحیی نیز از قضات و علمای مشهور بود و از ممدوحین شیخ اجل سعدی به شمار می‌رفت. 

## زندگی و تحصیلات
مجدالدین در حدود سال ۶۷۰ هجری قمری در شیراز پا به عرصهٔ حیات گذاشت و پس از کسب معارف اسلامی به پایه‌ای رسید که به زودی شهرتش عالمگیر شد. مجدالدین سخت مورد عز واحترام شاه شیخ ابواسحاق اینجو بود. ابن بطوطه سیاح معروف در سفرنامهٔ خود دو بار از او یاد می‌کند.

## شعر
قاضی مجدالدین شعر عربی را نیکو می‌سرود و صاحب دیوانی نیز بود.

## آثار
شرح المختصر فی الاصول لابن الحاجب، کتاب الفقه الکبیر، کتاب الزبده فی التصوف، کتاب الرکنیه.